# 绿洲峰
50°0′50″S 73°26′38″W / 50.01389°S 73.44389°W
绿洲峰是南美洲的山峰，位於阿根廷和智利接壤的邊境，處於巴塔哥尼亞地區，屬於安第斯山脈的一部分，距離布宜諾斯艾利斯2,100公里，海拔高度2,647米。